# Anaxyrus boreas
Il rospo boreale (Anaxyrus boreas ( Baird & Girard, 1852)) è un anfibio anuro della famiglia Bufonidae, diffuso in Nord America.